# Kristian Winterhjelm
Kristian Anastas Winterhjelm, född den 22 december 1843 i Kristiania, död den 13 september 1915 i Stockholm, var en norsk skriftställare och tidningsman, son till Claus Winter Hjelm, bror till Otto Winter-Hjelm, gift med Hedvig Winterhjelm.
Winterhjelm var 1865-74 teater- och litteraturanmälare i Kristianiatidningen "Morgenbladet", redigerade 1870-73 "Handels- og söfartstidende", 1874-79 "Ny illustreret tidende", 1876-78 därjämte "Norsk tidsskrift for literatur", 1879-82 veckotidningen "Norsk familjeblad" samt 1880-82 (anonymt) "Folkebladet". Winterhjelm var från 1883 bofast i Stockholm som korrespondent till "Aftenposten", i vilken egenskap han under tre årtionden sakkunnigt följde de politiska och konstnärliga förhållandena samt i sin mån sökte måttfullt verka för ett gott förhållande mellan frändefolken. I flera år skrev han även korrespondenser till danska "Nationaltidende".
Under sin tidigare bana utgav han antologierna "Norsk lyrik" (1868; 6:e upplagan 1906), "Romancer, ballader og sange af norske, svenske, danske og finske forfattere" (1876) och "Den nyeste visebog" (1879; 4:e upplagan 1901) samt Af Kristiania theaterliv (1875). Som skönlitterär skribent uppträdde han, dels under pseudonymen Johannes Norman, dels under eget namn, med romanerna Til statsraadstaburetten (1882) och Fritz Randel (1883), berättelserna Intermezzoer (1884), badlivsskisserna Farvel Hansen! (1886) och Naturalisterne (1887) med mera. Under signaturen Diplomaticus utgav han 1906 de politiska broschyrerna Den norske kongemagt och I Sverige 1905.